# Моївське
Моївське — заповідне урочище. Розташоване на території колишньої Борівської сільської ради Могилів-Подільського району Вінницької області (Моївське лісництво, кв. 23 діл. 5). Оголошена відповідно до рішення Вінницького облвиконкому від 29.08.1984 р. № 371. Охороняється високопродуктивне лісонасадження з участю лісових культур дуба  звичайного.